# لسعد العبدلي
لسعد العبدلي، ولد يوم 18 سبتمبر 1960، لاعب كرة قدم تونسي. في رصيده 32 مشاركة دولية سجل فيها ثلاثة أهداف مع المنتخب الوطني التونسي.

## الفرق
- 1980-1986: النادي الإفريقي ( تونس)
- 1986-1987: نادي بيرخيم ( بلجيكا)
- 1987-1988: ألمانيا آخن ( ألمانيا)
- 1988-1989: نادي سيريسيين ( بلجيكا)

## روابط خارجية
- لسعد العبدلي على موقع قاعدة بيانات كرة القدم.إي يو (الإنجليزية)
- لسعد العبدلي على موقع بيانات كرة القدم. دي إي (الألمانية)
- لسعد العبدلي على موقع ناشيونال فوتبول تيمز (الإنجليزية)
- لسعد العبدلي على موقع ناشيونال فوتبول تيمز (الإنجليزية)
- لسعد العبدلي على موقع عالم كرة القدم.نت (الإنجليزية)